# Paracotalpa deserta
Paracotalpa deserta là một loài bọ cánh cứng trong họ Scarabaeidae.

## Hình ảnh

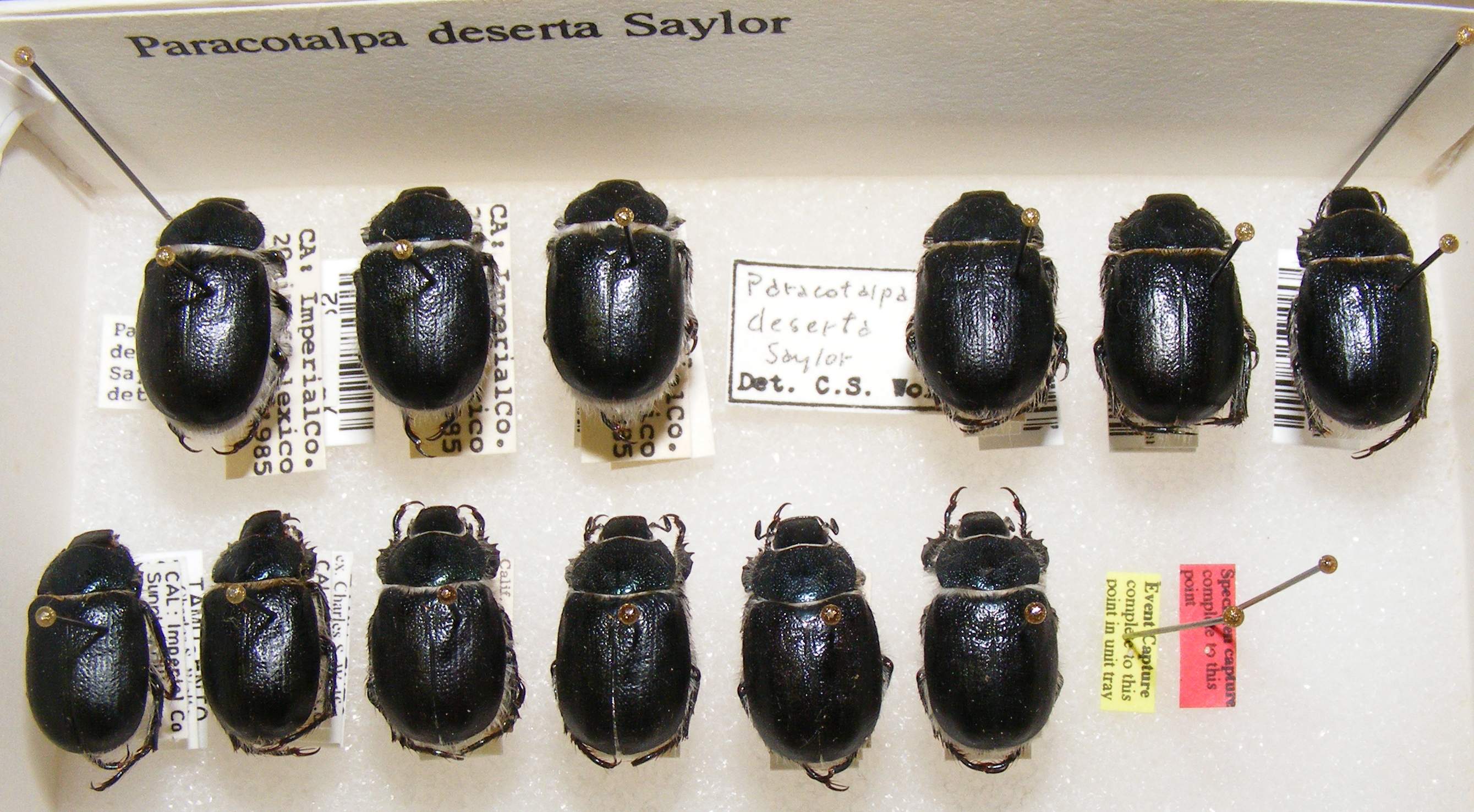
Specimen collection